# Comet Hopper
Comet Hopper — предложенный аппарат NASA для программы Discovery, который несколько раз облетел бы комету 46P/Виртанена и приземлился бы на неё. Предложенную миссию возглавляла Джессика Саншайн из UMD, работавшая с Lockheed Martin над созданием космического корабля и Центром космических полётов имен Годдарда NASA для управления миссией.

## История
Миссия Comet Hopper была одним из трёх финалистов для программы Discovery, которые получили 3 млн.$ в мае 2011, для дальнейшего изучения концепции.

Два других финалиста были Titan Mare Explorer и InSight. После глубокого обзора NASA выбрало миссию InSight в августе 2012.

## Научные задачи
Миссия Hopper преследовала три основные научные цели за 7,3 года своей жизни. Примерно 4,5 а.е. космический аппарат сблизился бы с Кометой Виртанена для отображения пространственной неоднородности поверхности твердых тел, а также выбросы газа и пыли из кометы — в туманную оболочке вокруг ядра в виде кометы, Дистанционное картографирование также позволило бы определить любую структуру ядра, геологические процессы и механизмы кометы. После прибытия на комету космический корабль должен был приблизиться и приземлиться, а затем прыгнуть в другие места на комете. Когда комета приближалась к солнцу, космический корабль приземлялся и прыгал несколько раз, чтобы зафиксировать изменения поверхности, когда комета стала более активной. Окончательная посадка произойдет при 1,5 а.е.